# スーペルコッパ・ディ・レガ・ディ・セコンダ・ディヴィジオーネ
スーペルコッパ・ディ・レガ・ディ・セコンダ・ディヴィジオーネ（Supercoppa di Lega di Seconda Divisione）は、かつて存在したイタリアのサッカー大会である。レガ・プロ・セコンダ・ディヴィジオーネ（4部相当）の3つのグループ（ジローネ）のチャンピオンが1回総当りで争う。2005-06シーズンから2013-14シーズンまで開催されていた。
2005-06シーズンから2007-08シーズンの間はスーペルコッパ・ディ・レガ・ディ・セリエC2（Supercoppa di Lega di Serie C2）といった。2014-15シーズンからはレガ・プロの統廃合と合わせて、スーペルコッパ・ディ・レガ・ディ・プリマ・ディヴィジオーネに統合され廃止された。

## 歴代優勝クラブ
- 2005-06 カヴェーゼ
- 2006-07 ソレント
- 2007-08 レッジャーナ
- 2008-09 フィリーネ
- 2009-10 ルッケーゼ
- 2010-11 トリチウム
- 2011-12 ペルージャ
- 2012-13 サレルニターナ
- 2013-14 バッサーノ・ヴィルトゥス